# Гіучі (Каліфорнія)
Гіучі (англ. Hiouchi) — переписна місцевість (CDP) в США, в окрузі Дель-Норте штату Каліфорнія. Населення — 314 особи (2020).

## Географія
Гіучі розташоване за координатами 41°47′37″ пн. ш. 124°3′58″ зх. д. / 41.79361° пн. ш. 124.06611° зх. д. (41.793664, -124.066113).  За даними Бюро перепису населення США в 2010 році переписна місцевість мала площу 1,50 км², уся площа — суходіл.

## Демографія
Згідно з переписом 2010 року, у переписній місцевості мешкала 301 особа в 143 домогосподарствах у складі 89 родин. Густота населення становила 200 осіб/км².  Було 166 помешкань (111/км²).
Расовий склад населення:
| - 88,7 % — білих - 3,7 % — корінних американців - 2,0 % — азіатів - 0,7 % — вихідців з тихоокеанських островів - 2,7 % — осіб інших рас |

До двох чи більше рас належало 2,3 %. Частка іспаномовних становила 3,7 % від усіх жителів.
За віковим діапазоном населення розподілялося таким чином: 17,3 % — особи молодші 18 років, 59,8 % — особи у віці 18—64 років, 22,9 % — особи у віці 65 років та старші. Медіана віку мешканця становила 54,2 року. На 100 осіб жіночої статі у переписній місцевості припадало 104,8 чоловіків;  на 100 жінок у віці від 18 років та старших — 93,0 чоловіків також старших 18 років.
За межею бідності перебувало 5,5 % осіб, у тому числі 0,0 % дітей у віці до 18 років та 8,9 % осіб у віці 65 років та старших.
Цивільне працевлаштоване населення становило 139 осіб. Основні галузі зайнятості: мистецтво, розваги та відпочинок — 35,3 %, освіта, охорона здоров'я та соціальна допомога — 31,7 %, публічна адміністрація — 15,8 %, транспорт — 10,8 %.